# Friedrich Alexander Buhse
Friedrich Alexander Buhse (Fedor Aleksandrovitch Buhse, Buz(s)e) (* 18. Novemberjul. / 30. November 1821greg. in Riga; † 29. Dezember 1898 in Riga) war ein deutsch-baltischer Botaniker und Pflanzensammler. Sein offizielles botanisches Autorenkürzel lautet „Buhse“.

## Leben
Buhse studierte Naturwissenschaften von 1840 bis 1842 an der Kaiserlichen Universität Dorpat, dann an der Universität Heidelberg, wo er 1843 zum Dr. phil. promovierte. Von 1847 bis 1849  reiste er zu botanischen Zwecken nach Persien. Nach 1856 lebte er als Gutsbesitzer in Livland. Er war Ehrenmitglied der Dorpater Naturforscher-Gesellschaft und der St. Petersburger Naturforscher-Gesellschaft.

## Ehrungen
Die Gattung Buhsea Bunge aus der Pflanzenfamilie der Kaperngewächse (Capparaceae) ist nach ihm benannt.

## Werke
- Aufzählung der auf einer Reise durch Transkaukasien und Persien gesammelten Pflanzen (zusammen mit Pierre Edmond Boissier), 1860.
- Die Flora des Alburs und der Kaspischen Südküste ... 1899.